# Araneus fengshanensis
Araneus fengshanensis là một loài nhện trong họ Araneidae.
Loài này thuộc chi Araneus. Araneus fengshanensis được miêu tả năm 1994 bởi Zhu & Da-xiang Song.